# Yamaha V-max
Yamaha V-max – japoński motocykl produkowany przez Yamaha Motor Company w latach 1985-2006.
W konstrukcji silnika tego motocykla zastosowano system V-boost, który powyżej 5750 obr./min napełnia pojedynczą komorę spalania wykorzystując dwa gaźniki przez otwarcie dodatkowych przepustnic umieszczonych pomiędzy kanałami dolotowymi. Przepustnice otwierane są automatycznie za pomocą serwomechanizmu elektrycznego, co powoduje nagły wzrost mocy.

## Historia
Po raz pierwszy prototyp V-maxa został zaprezentowany w Las Vegas w październiku 1984 roku. Produkcja została rozpoczęta w 1985 r. z przeznaczeniem na rynek amerykański. W Europie premiera odbyła się rok później, natomiast na japońskim rynku pojawił się dopiero w 1990 roku. Vmax zaprojektowany został na wzór potężnych amerykańskich motocykli Hot rod, wyposażonych w silnik V8. Był to sposób Yamahy na pozyskanie tego segmentu rynku. Nowoczesny i tańszy motocykl z silnikiem V4, dorównujący osiągami Hot rodom mógł brać udział w wyścigach Drag Racers, które w tym czasie zostały uznane w Stanach Zjednoczonych za dyscyplinę sportu.

## Krytyka
Pierwszy model tego motocykla (produkowany do roku 2006) krytykowany jest za zbyt słabe hamulce w stosunku do swojej mocy i zbyt miękkie zawieszenie powodujące niestabilne zachowanie podczas brania zakrętów przy dużych prędkościach.